# That Mothers Might Live
That Mothers Might Live ist ein US-amerikanischer Kurzfilm aus dem Jahr 1938.

## Handlung
Der Film ist eine Kurzbiografie des ungarischen Arztes Ignaz Semmelweis (1818–1865). Er untersuchte die hohe Sterblichkeitsrate bei jungen Müttern und fand heraus, dass die Todesursache mangelnde Hygiene der Ärzte und des Krankenhauspersonals war.

## Auszeichnungen
1939 wurde der Film in der Kategorie Bester Kurzfilm (One-Reel) mit dem Oscar ausgezeichnet.

## Hintergrund
Die Uraufführung der Produktion der MGM fand am 30. April 1938 statt.
Produzent John Nesbitt fungierte auch als Erzähler.